# جيدا (تشاد)
جيدا هي بلدة في إقليم البطحاء وسط تشاد.

## المواصلات
يخدم البلدة مطار جيدا.